# Eluru
Eluru, Ellore (telugu ఏలూరు) – miasto we wschodnich Indiach, nad rzeką Godawari, w stanie Andhra Pradesh. W 2001 miasto to zamieszkiwało 389 772 mieszkańców.
W Eluru rozwinął się przemysł spożywczy, skórzany oraz włókienniczy. W mieście znajduje się ośrodek handlowo-usługowy.